# Chiesa di Santa Maria Maggiore (Monteforte d'Alpone)
La chiesa di Santa Maria Maggiore è la chiesa parrocchiale di Monteforte d'Alpone, in provincia e diocesi di Verona; fa parte del vicariato dell'Est Veronese, precisamente dell'Unità Pastorale Soave - Monteforte.

## Storia
In antichità Monteforte non è stata sede plebana e, nonostante la chiesa sia attestata per la prima volta nel 1207, è certo che le origini fossero più antiche.
Il titolo attuale, Santa Maria Maggiore, comparve nel Quattrocento per distinguerla dalla chiesa di Santa Maria Fossa Dragone.
Sul fianco destro del pronao oggi è murato un frammento marmoreo di un arco eretto nella vecchia chiesa per ricordare i lavori fatti eseguire dal Vescovo di Verona Agostino Valier alla fine del Cinquecento.
Fino al 1805 la piazza centrale di Monteforte risultava molto diversa dall’attuale, in quanto la parrocchiale del Duecento era un edificio con facciata a capanna rivolta ad ovest e abside ad est. In realtà gli ingressi utilizzati dagli uomini e dalle donne si trovavano sul lato sud, quello che appunto dava sulla piazza e per giungervi si percorreva un ripido pendio. Sotto la linea del tetto vi era una cornice di archetti pensili, alcuni ancora visibili all’ultimo piano del municipio insieme a un muro, quanto resta della vecchia abside.
Attorno al presbiterio e a nord della chiesa duecentesca sorgeva il cimitero, il cui ingresso era a meridione, vicino all’abside. A causa dell’Editto di Saint Cloud, recepito anche dall’Impero austriaco, che vietava i cimiteri all’interno dei centri abitati, nonché per i lavori per la nuova chiesa, il camposanto fu spostato nell’area di fronte alla chiesa di Santa Maria Fossa Dragone.
Proprio al 1805 risale il progetto di sistemazione della piazza, ideato dall’architetto conte Bartolomeo Giuliari. Oltre a progettare la nuova chiesa parrocchiale, fece demolire l’Oratorio della Disciplina con il piccolo ospedale annesso e le case della fabbriceria, per permettere la costruzione della gradinata e della strada che porta alla canonica e alla chiesa di Sant'Antonio Abate. Fu anche abbattuta l’antica casa comunale per erigere tra il 1811 e il 1813, in posizione arretrata, l’attuale municipio.
Nel luglio 1805 si iniziò così a demolire l’antica parrocchiale per costruire la nuova chiesa. Dell’edificio precedente, perpendicolare al luogo di culto attuale, rimane anche la facciata, trasformata in corridoio per accedere alla sacrestia e all’interno della chiesa, contraddistinta dagli archetti pensili.
L’architetto Giuliari era amico dell’allora arciprete di Monteforte, don Luigi Zanoni, che volle fortemente il nuovo edificio, e sembra che non percepì alcun compenso per l’opera salvo il dono di vin santo.
Dall’agosto 1805 i lavori, si protrassero fino al 1866, mentre la chiesa fu consacrata solo nel 1892. A contribuire alla costruzione fu l’intera cittadinanza e alcuni ricchi notabili montefortiani come l’avvocato Stefano Venturi, don Giuseppe Mozzati d’Aprili e lo stesso don Zanoni, che si impegnarono nel versamento di 600 ducati in tre anni.
Il Giuliari aveva presentato due progetti. Il primo, del 1805, prevedeva un pronao tetrastilo sormontato da una finestra termale. Al 1810 risale il secondo progetto, quello poi adottato per la facciata, con la riduzione della navata di un quinto.
L'altare maggiore della vecchia chiesa fu venduto nel 1813 e collocato nella chiesa di San Giovanni Battista in Castello di San Giovanni Ilarione, mentre due altari laterali furono venduti nel 1840 alla chiesa di Santo Stefano in Brognoligo.
La chiesa fu consacrata nel 1892 dall'allora Vescovo coadiutore di Verona mons. Bartolomeo Bacilieri.
Nel 2001 furono ristrutturate le coperture, restaurata la facciata e realizzato un nuovo accesso all’Oratorio di San Luigi Gonzaga, adiacente sul lato sinistro alla parrocchiale e all’epoca usato come cappella feriale. Al 2012 risale la costruzione della nuova cappella feriale, frutto del restauro di una cantina, e di una sala polifunzionale seminterrata, progettate entrambe dall’architetto Michele Chiappini

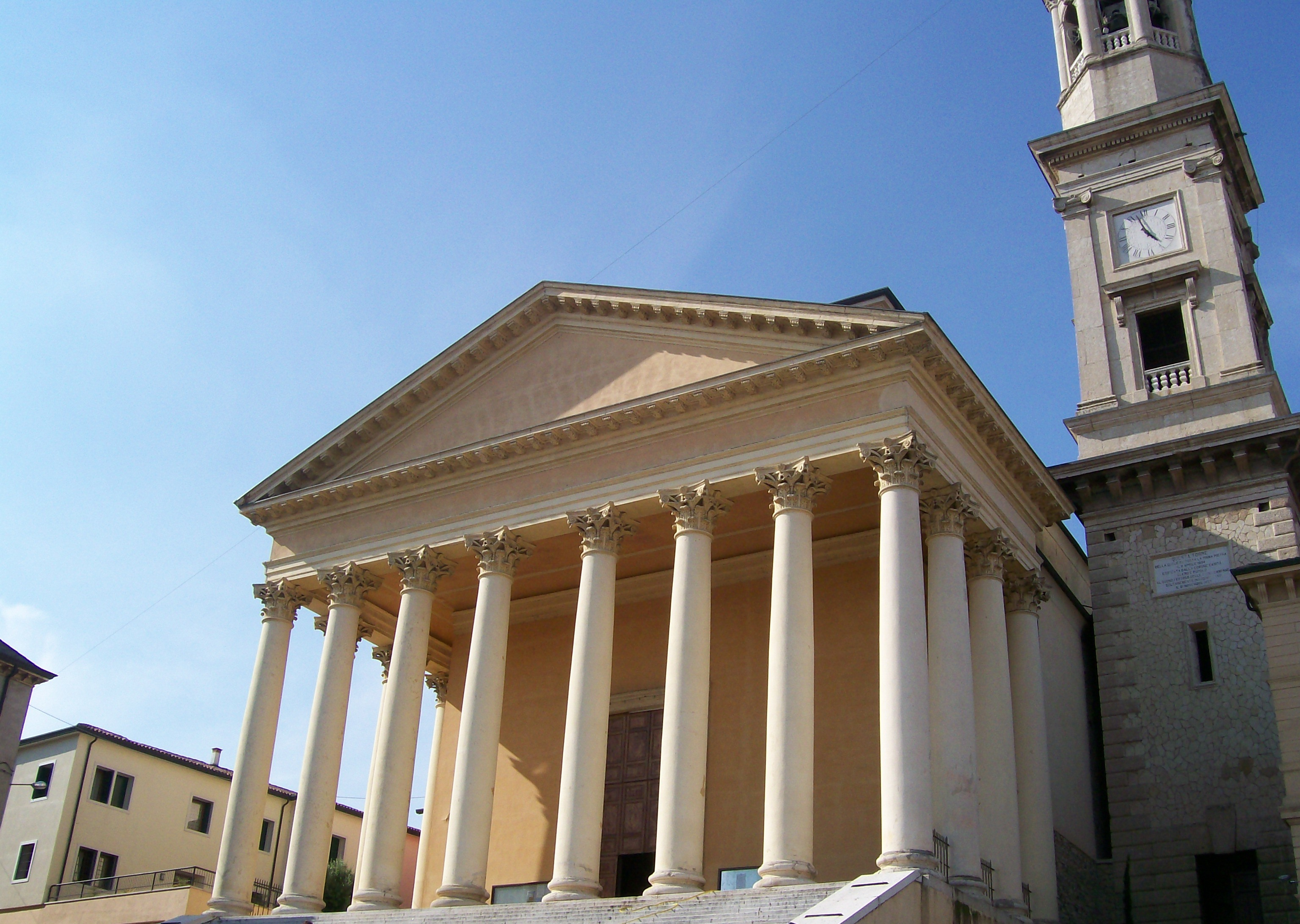
Il pronao.

.

## Descrizione

### Esterno
La chiesa è preceduta da una scalinata di quarantadue gradini suddivisi in tre rampe. 

La facciata, di forma rettangolare, rivolta a sud, è caratterizzata dalla presenza del pronao con quattordici colonne aventi capitelli corinzi, otto frontali e tre sui due lati, alte dodici metri, che sorreggono la trabeazione del timpano con cornice a dentelli.
Oltre al frammento dell’arco della vecchia chiesa, sotto il pronao vi è un monumento funebre, opera dello scultore Ugo Zannoni, in ricordo dei pittori Giuseppe Zannoni e Marcello Rancani, nipote del primo, morti nel 1903 cadendo dalle impalcature mentre stavano per affrescare l’abside, lavoro iniziato da appena dieci giorni.

### Interno
L'interno della chiesa è ad aula unica, rettangolare, con due cappelle per lato e illuminato da quattro finestroni a mezzaluna con vetrate artistiche. I prospetti sono ritmati da colonne libere su basamenti quadrangolari, su cui s’imposta una trabeazione modanata che si sviluppa per l’intero perimetro dell’edificio. Il pavimento è realizzato con lastre di pietra bianca calcarea e marmo rosso corallo.
Tutte le opere affrescate sono opera di Giovanni Bevilacqua, pittore di Isola della Scala, fratello del futuro Cardinale Giulio, chiamato dall’arciprete don Antonio Dalla Croce dopo la tragica morte di Zannoni e Rancani. Aiutato dal decoratore Attilio Trentini, lavorò dal novembre 1903 all’agosto 1904.
La volta si presenta a botte a sesto leggermente ribassato, con ampie unghie laterali. Risulta decorata con un ciclo di affreschi,  le Virtù Cardinali e Teologali assieme ad angeli con in testa i candelabri a sette fiaccole. La Speranza, vicina al presbiterio è raffigurata come una donna orante, un’ancora e un angelo che svolge la gomena, mentre ai lati vi sono gli stemmi di San Pio X e del Vescovo di Verona Bartolomeo Bacilieri. La Fede, al centro, mostra una donna inginocchiata che alza un calice, con due angeli e una fiaccola. La Carità, nei pressi dell’ingresso è una donna che stringe un bambino, un angelo con fiaccola che soffia su un tripode acceso. Ai lati lo stemma di Monteforte e forse quello dell’arciprete Dalla Croce. La Prudenza è rappresentata da una lampada, la Giustizia da una bilancia, la Temperanza da tre spade e la Fortezza con elmo, scudo e armi bianche. Nei tondi sono raffigurati cinque Padri della Chiesa: i santi Gregorio Magno, Agostino, Girolamo, Giovanni Crisostomo e Ambrogio.
Nella mezzaluna della controfacciata vi è la Vittoria del bene sul male, con l’Arcangelo San Michele che sconfigge Lucifero, mentre sopra la bussola d’ingresso vi è la tela raffigurante la Tentazione di Cristo, restaurata tra il 1988 e il 1989, opera di fine Cinquecento che aveva subito notevoli ridipinture, a suo tempo attribuita a Giovanni Caroto, ma la cui paternità oggi è fortemente messa in discussione.

#### Gli altari laterali e gli arredi della navata
Nel primo altare a destra dell’ingresso, su progetto di don Angelo Gottardi, è presente una pala risalente a fine Ottocento, di autore ignoto, raffigurante il Sacro Cuore coi santi Luigi Gonzaga e Gaetano Thiene.
Il secondo altare, sullo stesso lato, su progetto di Giuseppe Barbieri, presenta la pala raffigurante il Transito di san Giuseppe dipinta da Rocco Pittaco nel 1873
Sul lato sinistro il primo altare, opera dello scultore Francesco Pegrassi, vede nella nicchia la presenza della statua lignea della Pietà scolpita da Antonio Zanetti nel 1890 con la scritta Mater dolorosa.
Il secondo altare a sinistra, dedicato all’Immacolata, presenta una cimasa, sorretta da due semicolonne, che termina con un disco in pietra che racchiude una croce sul cui piedistallo vi è la scritta Salus nostra. Nella nicchia è collocata una statua in marmo di Carrara raffigurante la Vergine Maria che mostra il Bambino Gesù, opera di Grazioso Spiazzi conclusa poco dopo il 1855.
Vi sono alcuni notevoli arredi lignei presenti in chiesa, come i tre confessionali (al di sopra di uno a sinistra c’è il pulpito progettato da Lorenzo Locatelli)) e la bussola della porta principale, tutti usciti dal laboratorio di Giuseppe Vesentini.
I quadri della Via Crucis sono stati eseguiti nel 1888 da Giuseppe Marai e sono una copia della Via Crucis eseguita da Agostino Ugolini per la Cattedrale di Verona. Le conici furono dorate dal montefortiano Ferdinando Nardello.

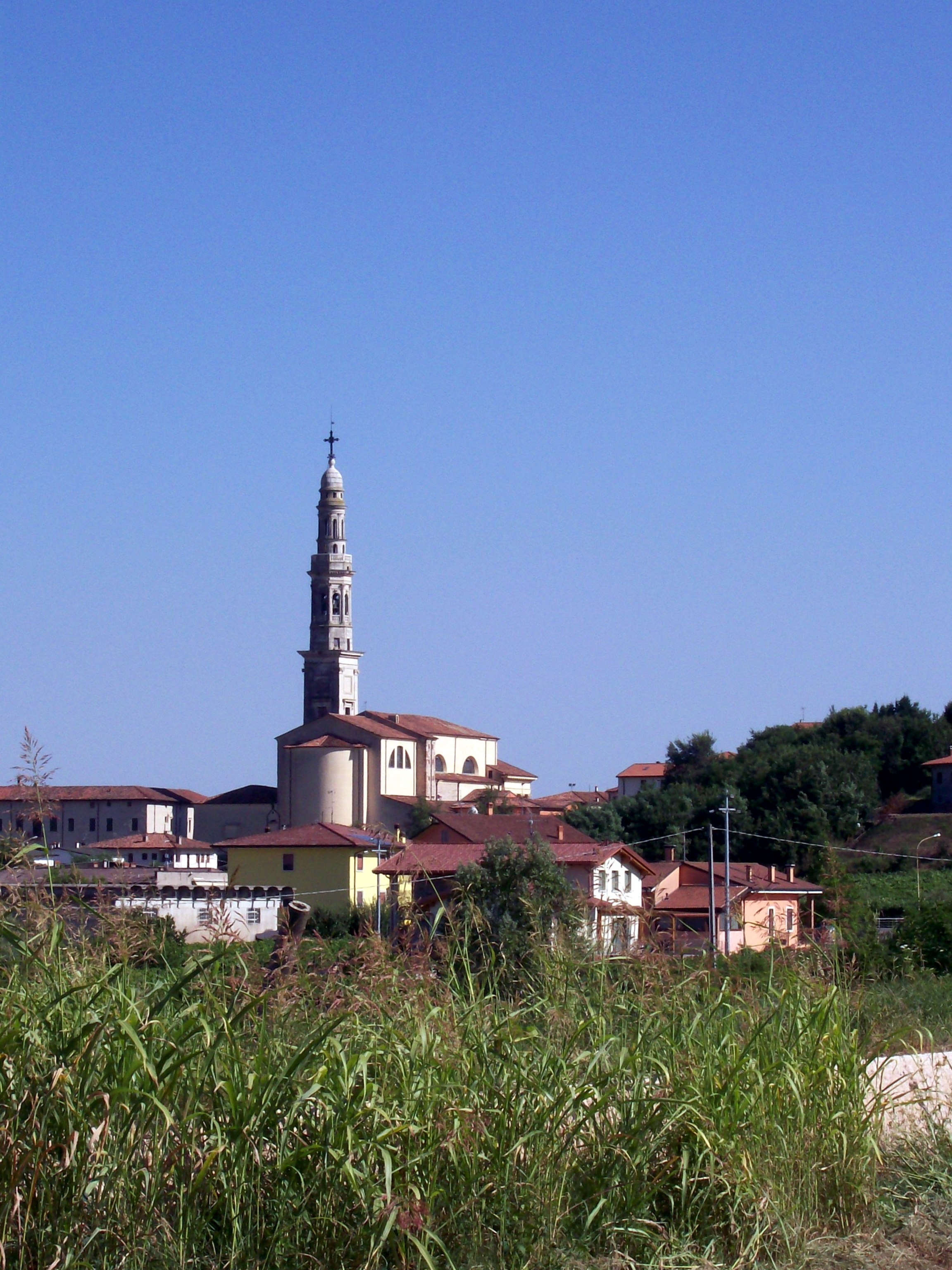
Vista esterna della zona absidale della chiesa e del fianco occidentale.

#### Il presbiterio
Il presbiterio è a pianta quadrangolare, rialzato di tre gradini rispetto alla navata, e presenta un recinto balaustrato in marmo bianco a pianta ottagonale. Il pavimento è composto da marmi policromi (rosso di Sant'Ambrogio di Valpolicella, nero di Como e bianco di Chiampo) secondo un articolato disegno geometrico, mentre la luce naturale viene introdotta da due finestre termali.
Al centro, sopraelevato di cinque gradini, è collocato l’altare maggiore preconciliare, ornato da splendidi marmi. Da apprezzare il ciborio a tempietto, sulla cui sommità vi è una statua di Cristo Risorto.
L’attuale altare maggiore conciliare in marmo fu collocato nel 1994 con un intervento di adeguamento liturgico che portò anche alla realizzazione di due basamenti in pietra bianca ai lati dei gradini del presbiterio per collocarvi l’ambone a sinistra e il fonte battesimale a destra.
Sui muri laterali del presbiterio, infisse nel muro, trovano posto due custodie per gli oli santi e i reliquari risalenti al XVIII secolo, ornate di marmi policromi.
Sulla parete destra del presbiterio vi è l’opera pittorica più famosa e importante custodita nell’edificio, Gesù e la Samaritana al pozzo, opera non firmata, ma attribuita a Girolamo Dai Libri. Databile tra il 1520 e il 1530, mostra influssi evidenti di Francesco Morone, amico e collega dell'autore.

Non si sa come mai l'opera sia arrivata a Monteforte, anche se un possibile indizio è il vicino Palazzo Vescovile, sede estiva del Vescovo di Verona.

Trasferito nel 1917 a Firenze a causa della Prima Guerra Mondiale, ritornò senza la sua pregiata cornice. Fu esposta tra il 1919 e il 1920 in una mostra al Museo di Castelvecchio da dove rientrò nel 1925 dopo non poche controversie, visto che in quel periodo la tela divenne nota ai critici d'arte. Nel 1940 fu portata in un luogo sicuro a causa della Seconda Guerra Mondiale e nel 1947 fu esposta di nuovo a Castelvecchio per la mostra Capolavori della Pittura Veronese organizzata da Antonio Avena, direttore del Museo. Restaurata nel 1981 da Marta Galvan, fu nuovamente esposta a Castelvecchio tra il 1986 e il 1987
Al di sopra dell'opera di Girolamo Dai Libri vi è un affresco del Bevilacqua raffigurante La raccolta della manna.
Retrostante all’altare maggiore preconciliare è l’abside semicircolare, dove sono collocate tre opere pittoriche. Al centro uno dei migliori lavori di Giovanni Caliari, La Visitazione del 1838; a sinistra e a destra due tele recenti raffiguranti l’Annunciazione e la Natività.

Nel catino absidale il pittore Bevilacqua dipinse una scena tratta dall’Apocalisse di San Giovanni, con Dio Padre al centro, sul trono con un libro chiuso da sette sigilli e un’aureola su cui in latino vi è scritto “Io sono l’Alfa e l’Omega”. I ventiquattro anziani offrono le loro corone d’oro e le anfore piene di profumo, mentre sette fiaccole simboleggiano gli spiriti di Dio e le sette Chiese dell’Asia Minore.

#### L'organo
Su una cantoria sul lato sinistro del presbiterio è posto l'organo. Quello attuale, risalente al 1963, è opera della ditta Remo Zarantonello di Cornedo Vicentino, restaurato e ampliato nel 2013 da Diego Bonato.

#### Sacrestia, Oratorio di S. Luigi Gonzaga e cappella feriale
Altre opere d’arte sono custodite in altri luoghi adiacenti alla chiesa. Sul lato sinistro del presbiterio è collocata la sacrestia, che al suo interno custodisce una Madonna col Bambino della bottega di Giambettino Cignaroli, databile alla seconda metà del Settecento.
Sul lato destro del presbiterio è possibile accedere all’Oratorio di S. Luigi Gonzaga, costruito tra il 1843 e il 1855, che possiede anche un accesso indipendente dietro al campanile. In esso sono presenti le tele di Sant’Agostino, di Sant'Antonio di Padova, di Santa Monica e di Sant'Angela Merici, opere di fine Ottocento del pittore Luigi Marai. 

Qui si trova anche il ‘’Cristo Moro’’, Crocifisso del Cinquecento, così chiamato perché scolpito in legno di bosso. A suo tempo nella chiesa di Sant’Antonio Abate, è sconosciuto il suo autore.

Nella nicchia dell’altare è collocata la statua della Madonna del drago, in origine sull’altare maggiore della chiesa di Santa Maria Fossa Dragone.
Nella recente cappella feriale, raggiungibile dalla parte sinistra della navata, sono stati collocati, ai lati del tabernacolo la tela ‘’Madonna e santi’’ di autore ignoto del Settecento, in origine nella chiesa dei Cappuccini, e il Crocifisso, forse del XVI secolo, un tempo collocato sul primo altare a destra dell’ingresso della parrocchiale.

## Campanile

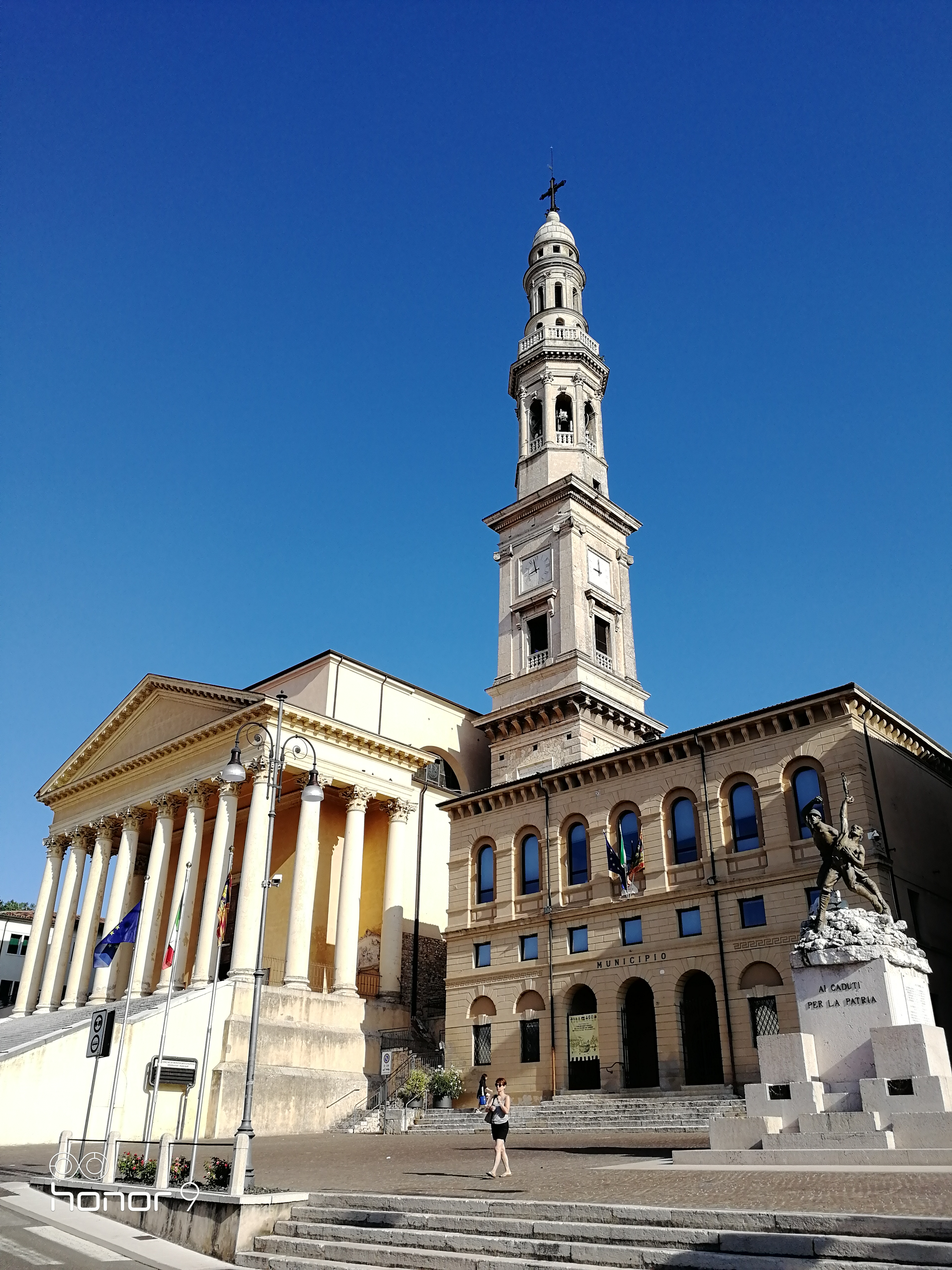
La chiesa, il campanile e il municipio visti di scorcio da Piazza Venturi

La chiesa duecentesca era dotata di un campanile con cuspide a pigna, alto circa 20 metri, con cella campanaria con bifore. Fu abbattuto nel 1894 per permettere la costruzione dell’attuale torre.
Va ricordato che il Giuliari, nel suo progetto per la piazza di Monteforte, aveva immaginato il campanile sul lato sinistro della chiesa, in posizione isolata e non molto alto.
Il nuovo campanile fu costruito sul lato destro e risulta essere alto 71,50 metri. Fu costruito tra il 1894 e il 1897 sul disegno del Giuliari modificato dagli ingegneri Manganotti di Verona e Sandri di Arcole. In realtà il capomastro originario di Pescantina, Raimondo Zampini detto “Angelo”, modificò la costruzione: i primi due piani inferiori, a base quadrata, rispettano il progetto, mentre la parte superiore è stata ideata dal capomastro ispirandosi al campanile della chiesa del suo paese. La cella campanaria è ottagonale, con una monofora balaustrata per lato, divisi questi da semicolonne, e si conclude con una terrazza, anch'essa con balaustra, su cui s’innalza un alto tamburo con cupolino. A dominare la torre è una croce alta 4 metri e dal peso di 12 quintali con una banderuola che reca l’anno della fine dei lavori, il 1897.

Disegno di modiglione (mensola, chiave di volta) a doppia voluta, delle finestre del campanile.

Il 27 aprile 1945, durante l’evacuazione verso nord delle truppe tedesche, queste tenevano i cannoni puntati a sud per rallentare l’avanzata degli alleati. Ad un certo punto i tedeschi spararono alle camionette americane che stavano giungendo a Villanova di San Bonifacio. La reazione fu violenta e fu colpito anche il campanile. Una donna, Angela Rizzotto, prese una tovaglia d’altare e salite le scale del campanile, segnalò la resa agli americani, mentre altre persone aggredivano i soldati tedeschi appostati presso i cannoni, facendoli prigionieri.
Il fatto di essere simbolo del paese portò alla curiosa idea di rappresentarlo ubriaco, partorita dalla mente del poeta montefortiano Beppino Peruzzi, che si rivolse a Giovanni Morin di Prova di San Bonifacio. Nel 1938 ne diede una sua versione anche il pittore Moreno Zoppi.

## Campane
Il concerto campanario oggi collocato nella torre risulta composto da 9 campane in SI2 montate alla veronese e suonabili a doppio sistema (manualmente e automaticamente).

Questi i dati del concerto:
1 – SI2 - diametro 1452 mm - peso 1763 kg - Fusa nel 1908 da Cavadini di Verona 
2 – DO#3 - diametro 1292 mm - peso 1180 kg – Fusa nel 1897 da Cavadini di Verona
3 – RE#3 – diametro 1157 mm - peso 865 kg - Fusa nel 1897 da Cavadini di Verona
4 – MI3 – diametro 1082 mm - peso 716 kg - Fusa nel 1897 da Cavadini di Verona
5 – FA#3 – diametro 964 mm - peso 512 kg - Fusa nel 1928 da Cavadini di Verona
6 – SOL#3 – diametro 857 mm - peso 355 kg - Fusa nel 1897 da Cavadini di Verona
7 – LA#3 – diametro 767 mm - peso 261 kg - Fusa nel 1929 da Cavadini di Verona
8 – SI3 – diametro 714 mm - peso 204 kg - Fusa nel 1897 da Cavadini di Verona
9 – DO#4 – diametro 636 mm - peso 146 kg - Fusa nel 1897 da Cavadini di Verona.